# Polytrichum lycopodioides
Polytrichum lycopodioides är en bladmossart som beskrevs av C. Müller 1897. Polytrichum lycopodioides ingår i släktet björnmossor, och familjen Polytrichaceae. Inga underarter finns listade i Catalogue of Life.